# 鳴海杏子
鳴海 杏子（なるみ きょうこ、1986年3月13日 - ）は、日本の元女性声優、歌手。フリー。旧芸名は杏花（きょうか）。
東京都出身。身長155cm、血液型はA型。

## 来歴
高校卒業後、フレグランス関係の販売業をしていたが、仕事で知り合ったアース・スター エンターテイメントの社長からスカウトされ声優業界に入る。その後、松濤アクターズギムナジウムに通う。
2011年、NHK教育テレビ『はなかっぱ』にて鳴き声のみの役でデビュー。2012年には『てーきゅう』の高宮なすの役でレギュラー出演を果たす。同キャラクターはネット配信版において作品の前後に流される『コミック アース・スター』のCMにも登場し、繰り返される執拗な広告と「高宮なすのです！」というフレーズで人気を博す。のちにこのフレーズはスピンオフコミックのタイトルにもなった。所属するアース・スター エンターテイメントや関連企業の主催するイベントでは司会を務めることも多い。
2016年3月31日でアース・スター エンターテイメントを退所し、以後フリーランスとして活動。
2018年4月1日のTwitter更新後は音沙汰がなく、新規の出演作品は確認されていない。また、過去の出演作品に関しても一部降板となっている。2020年12月24日にクリムゾンが投稿した動画内で、現在は声優業を引退していることが判明した。

## 人物
猫が好きで自身もアンジー、サブリナという名の猫を二匹飼っておりブログ、ラジオにてたびたび話題にのぼる。とくにラジオ「あのぅ、隣、いいですか?」ではパーソナリティを務めている安澄純、平田由季、鳴海杏子の三人ともが大の猫好きで猫の話題には事欠かない。とんかつ好きを公言しており、こちらもラジオやイベントでたびたび話題になる。
趣味は美術館および寺院巡りで、特技はスキューバダイビング。

## 後任
鳴海の引退後、持ち役を引き継いだ声優は以下の通り。
| 後任   | 役名               | 概要作品                        | 後任の初担当作品                     |
| ------ | ------------------ | ------------------------------- | ------------------------------------ |
| 渕上舞 | あおい（マリ子母） | 『ミリオンドール』              | ドラマCD「ミリオンドールnextbeat」   |
| 花耶   | 豊田美咲           | 『世界でいちばん強くなりたい!』 | 「PLT世界でいちばん強くなりたい！2」 |

## 出演
太字はメインキャラクター。

### テレビアニメ
2011年
- はなかっぱ（クッペ）

2012年
- GON -ゴン-（子プレイリードッグ）
- 戦国コレクション（ダンサー）
- てーきゅう（2012年 - 2017年、高宮なすの、おばちゃんB） - 9シリーズ
- 蒼い世界の中心で（クリスタル）

2013年
- AMNESIA（イッキファン1）
- 血液型くん!（2013年 - 2016年、ナレーション 他） - 4シリーズ
- 世界でいちばん強くなりたい!（豊田美咲）
- BROTHERS CONFLICT（観客A、女子生徒C）
- まんがーる!（フェレット、イタコ、アナウンス、メイド店長）
- ヤマノススメ（2013年 - 2022年、クラスメイト女子B、母親、登山家B、子、同級生A、園児A 他） - 3シリーズ
- レゴ チーマ 〜アニマル戦士たちの伝説〜（エロン、グルーナ、スピンリン、ブームブーム）

2014年
- ノブナガン（マリア・ウィリアムズ、クラスメイト）
- pupa（マリア）

2015年
- 高宮なすのです! 〜てーきゅうスピンオフ〜（高宮なすの）
- ミリオンドール（あおい〈マリ子母〉）

2016年
- あにトレ!XX 〜ひとつ屋根の下で〜（女性客〈車内〉、紫苑の母親）
- うさかめ（高宮なすの）
- ReLIFE（女子B、女子生徒、計測係B、女子、バレー部後輩D、アナウンス）

### OVA
- てーきゅう（2013年 - 2017年、高宮なすの） - 7シリーズ[一覧 4]
- ヤマノススメ セカンドシーズン（2014年 - 2015年、女生徒A、園児A） - TV未放送話
- 高宮なすのです！ 〜てーきゅうスピンオフ〜（2015年、高宮なすの） - TV未放送話
- ReLIFE 完結編（2018年、女子B）

### ゲーム
2013年
- クロストライブ（支倉響香）

2015年
- 少女とドラゴン-幻獣契約クリプトラクト-（グレイス）

2016年
- MONOTO-SITUATION : LUCID AND DAYDREAM（朝宮椿）

2017年
- 戦場のツインテール（ゴードレナ、ハイゼン）
- 遥かなる異郷グランヴィリア（ベルベット）

### パチンコ
- CR世界でいちばん強くなりたい!（豊田美咲[24]）

### ドラマCD
- water cube（服屋店員）
- 虹色セプテッタ（女性ＭＣ）
- 東京自転車少女。（ファミレスの店員）
- 世界でいちばん強くなりたい!（豊田美咲）
- てーきゅう（2012年 - 2013年、高宮なすの） - 3作品[一覧 5]

### サウンドドラマ
- チョコレート・リング[25]
- スライムなダンジョンから天下をとろうと思う。（スラ子）
- 京都多種族安全機構（伊都那）

### 吹き替え
- SUSHI GIRL[3]
- 理想の出産[3]
- インターセクション[3]
- ペインレス[3]
- オッド・トーマス 死神と奇妙な救世主（リゼット〈メリッサ・オードウェイ〉、ネル[9]）
- スティーラーズ（テレサ〈アシュリー・シンプソン〉[9]）
- マイ・ブラザー 哀しみの銃弾（ナタリー〈ミラ・クニス〉）
- MUD -マッド-（メイ・パール[9]）
- U Want Me 2 Kill Him／ユー・ウォント・ミー・トゥ・キル・ヒム（ゾーイ）
- ベアリー・リーサル（ヴィクトリア〈ジェシカ・アルバ〉[26]）
- ナイト・オブ・ファンタジー 次元を超えた冒険（7歳のジェム[27]）

### ナレーション
- コミック アース・スター CM
- スターダム場内ナレーション（不定期）

その他、アース・スター エンターテイメントのCMの多くでナレーションを担当している。

### ラジオ
- アキバ系BBチャンネル『あのぅ、隣、いいですか?』（2012年2月2日 - 2015年11月20日）
- ラジオ大阪『ちゅうなんけん』（2014年12月19日）
- A&G ARTIST ZONE アース・スター ドリームのTHE CATCH（2015年4月6日 - 6月29日）月1ゲスト

### DVD
- 樹海のオトシモノ
- 呪いのご当地都市伝説〜東京編〜

### 映画
- ももいろそらを

### テレビ
- サムライＴＶ“速報バトル☆メン（2011年 - 2012年）
- アース・スタードリーム『国民的声優アイドルユニット 初陣！』（2015年1月7日 - 3月18日）

### インターネット放送
- ちあちあチアーズ☆（2011年2月24日 - 3月2日）[28]
- アキバ系BBチャンネル『一条和矢プロデュース Aコミ☆プロジェクト』（2011年7月15日 - 2011年）

### 舞台
- 舞台版てーきゅう〜先輩とめぐりあう時間たち〜（2015年7月29日 - 8月2日）高宮なすの役

## ディスコグラフィ

### シングル
| 枚  | 発売日         | タイトル                   | 規格品番                            | オリコン最高位 |
| --- | -------------- | -------------------------- | ----------------------------------- | -------------- |
| 1st | 2013年11月6日  | ビューティフル・ドリーマー | ESER-5（通常盤） ESER-6（アニメ盤） | 115位          |
| 2nd | 2014年8月22日  | 夕暮アフター               | ESER-12                             |                |
| 3rd | 2014年12月17日 | Cocoiro Rainbow            | ESER-15                             | 57位           |
| 4th | 2016年2月24日  | さよならフルムーン         | ESER-36                             | 19位           |

### タイアップ
| 楽曲                       | タイアップ                                                          | 時期   |
| -------------------------- | ------------------------------------------------------------------- | ------ |
| ビューティフル・ドリーマー | テレビアニメ『世界でいちばん強くなりたい!』オープニングテーマ       | 2013年 |
| 空色モノローグ             | テレビアニメ『世界でいちばん強くなりたい!』エンディングテーマ       | 2013年 |
| 夕暮アフター               | テレビアニメ『てーきゅう ベストセレクション』エンディングテーマ     | 2014年 |
| Cocoiro Rainbow            | テレビアニメ『ヤマノススメ セカンドシーズン』後期エンディングテーマ | 2014年 |
| さよならフルムーン         | テレビアニメ『血液型くん!4』主題歌                                  | 2016年 |

### キャラクターソング
| 発売日  | タイトル                                             | 名義                                                                                           | 楽曲                                          | タイアップ                                                     |
| 2013年  | 2013年                                               | 2013年                                                                                         | 2013年                                        | 2013年                                                         |
| ------- | ---------------------------------------------------- | ---------------------------------------------------------------------------------------------- | --------------------------------------------- | -------------------------------------------------------------- |
| 8月7日  | メニメニマニマニ                                     | 高宮なすの（鳴海杏子）                                                                         | 「メニメニマニマニ」                          | テレビアニメ『てーきゅう 第2期』主題歌                         |
| 2014年  |                                                      |                                                                                                |                                               |                                                                |
| 8月22日 | 今宵フェスティバブル                                 | 高宮なすの（鳴海杏子）                                                                         | 「今宵フェスティバブル」                      | テレビアニメ『てーきゅうベストセレクション』オープニングテーマ |
| 2015年  |                                                      |                                                                                                |                                               |                                                                |
| 5月27日 | 黄金のキンデレラ〜午前0時に魔法は解けず〜            | 高宮なすの（鳴海杏子）                                                                         | 「黄金のキンデレラ〜午前0時に魔法は解けず〜」 | テレビアニメ『高宮なすのです!〜てーきゅうスピンオフ〜』主題歌  |
| 2016年  |                                                      |                                                                                                |                                               |                                                                |
| 2月17日 | ツッパリくんvs関取マン                               | 押本ユリ（渡部優衣）、新庄かなえ（三森すずこ）、高宮なすの（鳴海杏子）、板東まりも（花澤香菜） | 「ツッパリくんvs関取マン」                    | テレビアニメ『てーきゅう 第7期』主題歌                         |
| 2017年  |                                                      |                                                                                                |                                               |                                                                |
| 4月7日  | 世界でいちばん強くなりたい 主題歌&キャラクターソング | 豊田美咲（鳴海杏子）                                                                           | 「Beautiful Flower」                          | パチンコ『CR世界でいちばん強くなりたい!』関連曲                |

### シリーズ一覧
1. ↑  第1期（2012年）、
第2期（2013年）、第3期（2013年）、第4期（2015年）、第5期（2015年）、第6期（2015年）、第7期（2016年）、第8期（2016年）、第9期（2017年）
2. ↑  第1期（2013年）、第2期『2』（2015年）、第3期『3』（2015年）、第4期『4』（2016年）
3. ↑  第1期（2013年）、第2期『セカンドシーズン』（2014年）、第4期『Next Summit』（2022年）
4. ↑  『第2期』裏面（2013年）、『第3期』裏面（2014年）、『第4期』裏面（2015年）、『第5期』裏面（2015年）、『第6期』裏面（2016年）、『第7期』裏面（2016年）、『第8期』裏面（2017年）
5. ↑  『没落貴族のためのてーきゅう』（2012年）、『メニメニマニマニ』（2013年）、『ぬふっとてーきゅうポトラッチ』（2013年）